# 海蔵村
海蔵村（かいぞうむら）は三重県三重郡にあった村。現在の四日市市中心部の北方、海蔵川の河口両岸、三滝川の河口左岸にあたる。

## 地理
- 河川：海蔵川、三滝川

## 歴史
- 1889年（明治22年）4月1日 - 町村制の施行により、西阿倉川村・東阿倉川村・野田村および末永村の一部（鳥居町を除く）の区域をもって発足。
- 1930年（昭和5年）1月1日 - 四日市市に編入。同日海蔵村廃止。塩浜地区と共に工業化編入地域の海蔵地区になる。

## 交通

### 鉄道路線
- 伊勢電気鉄道
  - 本線（現・近鉄名古屋線）
    - 阿倉川駅 - 川原町駅

村域を鉄道省の関西本線が通過したが、駅は所在しなかった。

### 道路
- 国道1号（現在も国道1号）